# ABC 80

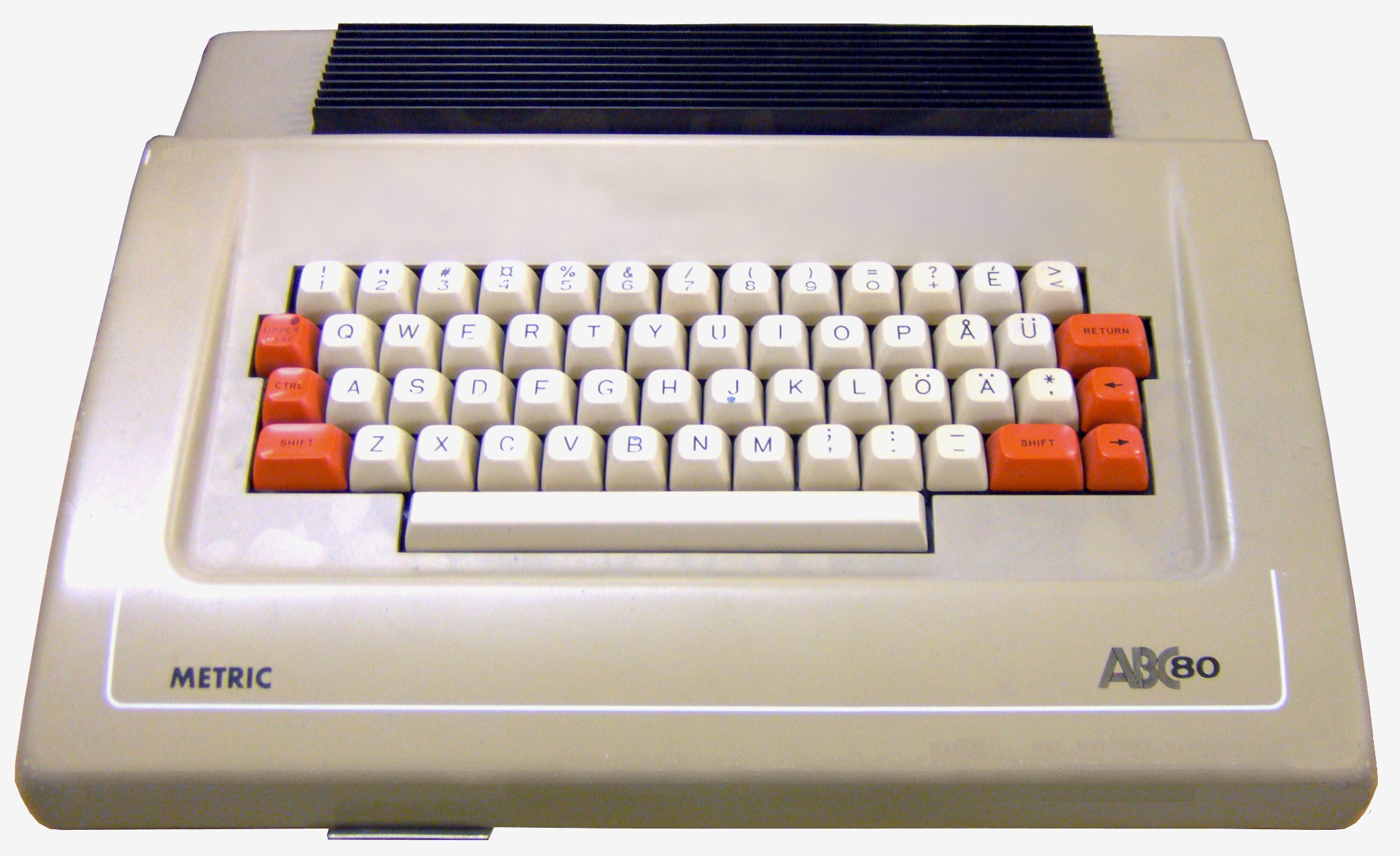
ABC 80

Der ABC 80 (Advanced BASIC Computer 80) war ein Heimcomputer, welcher von der schwedischen Firma Dataindustrier AB entwickelt wurde. Hergestellt wurde er in den 1970er und 1980er Jahren von Luxor in Motala, ebenfalls in Schweden.
Er basierte auf einem mit 3,58 MHz getakteten Zilog-Z80-Prozessor, hatte jeweils 16 KB RAM und ROM und einen BASIC-Interpreter. Des Weiteren besaß er den Soundchip SN76477 von Texas Instruments. Allerdings gab es keine Möglichkeit, sämtliche Funktionen des Chips zu verwenden, deshalb war die Soundausgabe des ABC auf ein paar wenige Sound-Effekte beschränkt.
Auch der ABC 80 wurde standardmäßig mit BASIC als Programmiersprache ausgeliefert, jedoch stammte diese nicht, wie die meisten zu dieser Zeit, aus dem Hause Microsoft, sondern war eine schwedische Entwicklung.
Der Monitor war ein Schwarz-Weiß-Fernseher, der für diesen Zweck etwas verändert wurde.
Die Tastatur enthielt neben schwedischen Sonderzeichen auch die deutschen Umlaute.
Zur Speicherung der BASIC-Programme wurde ein modifizierter Kassetten-Recorder verwendet. Da die Übertragungsgeschwindigkeit recht gering war, bot Luxor später auch noch ein Doppelfloppy-Laufwerk mit 5¼-Zoll-Disketten als Speichermedium an. Das Laufwerk wurde mit einem Flachbandkabel an den nach außen geführten Bus an der Hinterseite des ABC 80 angeschlossen.
Das Gerät wurde auch als „BRG ABC80“ von Budapesti Rádiótechnikai Gyár in Ungarn hergestellt. Allerdings waren diese Modelle mit Metall- statt Kunststoffgehäusen ausgestattet.

## Verbreitung
Der ABC 80 war in Schweden ein sehr großer Erfolg und nahm dort schnell einen Großteil des Heimcomputer-Marktes ein, was unter anderem daran lag, dass seine Software in Schwedischer Sprache verfügbar war.
In den frühen 1980ern wurde der Computer durch Spiel-Computer mit besserer Grafik und besserem Sound abgelöst.
Luxor konnte sich noch einige Jahre mit dem neuen ABC 800, der über mehr Speicher und eine höhere Grafikauflösung verfügte, unter anderen Büro-Computern durchsetzen.
1985 kam der neue Unix-basierte ABC 1600 und die 9000er-Reihe auf den Markt, diese waren jedoch Fehlschläge.